# Marie-Thérèse de Noireterre
Marie-Thérèse de Noireterre, née en 1760 à Paris et morte en 1823 à Belleville, est une miniaturiste et pastelliste française.

## Biographie
Fille d’Étienne-Charles de Noireterre, brigadier des Fermes du roi et de Marie-Anne Mareschal, nièce par sa mère du peintre et graveur Claude Bornet, elle fut d’abord son élève avant d’entrer dans l’atelier d’Adélaïde Labille-Guiard.
Exposant, en 1786 et 1787, au Salon de la Correspondance, le journal du salon de 1786 note, à son sujet : « cette artiste doit être distinguée parmi la foule des Peintres de son genre. Ses portraits fort ressemblants offrent beaucoup d’harmonie et un faire facile et agréable. »
« Artiste douée, portraitiste sincère, Mlle de Noireterre s’émancipa rapidement de l’enseignement de son maitre Mme Labille-Guyard, et réussit à rester au gout du jour tout au long de sa carrière. » Selon Bellier de La Chavignerie, elle n’a pris part qu’aux expositions du Salon de la correspondance de 1785, 1786 et 1787.
Membre de la Royal Academy où elle avait été reçue avec son autoportrait en miniature comme morceau de réception, elle savait, selon Pahin de la Blancherie, « selon les sujets, employer la force ou la grâce ou les réunir. À ce mérite elle joint celui d’une bonne couleur et de la correction du dessin. Ses portraits sont d’ailleurs très ressemblants. » Les graveurs Jean-Joseph-François Tassaert, Louis-Jacques Cathelin, Charles-Étienne Gaucher, Rémi Delvaux, Philipp Velyn, Joseph Eymar ont mis ses œuvres au burin.

## Œuvres
- Portrait de M. Reser, peintre de paysage, Salon de la correspondance 1785.
- Portrait de M. l’abbé Réchez, professeur de musique pour le chant et la guitare, miniature, Salon de la correspondance 1786.
- Le propre portrait de l’artiste, miniature, Salon de la correspondance 1786.Son morceau de réception à la Société des Arts de Londres.
- Portrait de M. Le Cauchois, avocat à Rouen, Salon de la correspondance 1786.
- Portrait de la fille Salmon, miniature, Salon de la correspondance 1786.
- Portrait de Mme Gaucher, femme du graveur de ce nom, Salon de la correspondance 1787.
- Portrait du brave Lucot, canonnier de la frégate l’Amazone, Salon de la correspondance 1787.
- Portrait de M. Ducray-Duminil, professeur de musique et romancier, Salon de la correspondance 1787.
- Portrait de James de Saint-Léger, miniatures, Salon de la correspondance 1787.
- Portrait de M. Le Cauchois, gravé par Louis-Jacques Cathelin, Salon de la correspondance 1787.
- Jean Ambroise Baston de Lariboisière, comte de l’Empire.
- Joseph Fouché, duc d’Otrante.
- Louis-Alexandre Andrault.
- Louis-Henri Loison, comte de l’Empire.
- Claude-Ambroise Régnier, duc de Massadi Carrara.
- Gérard-Christophe-Michel Duroc, duc de Frioul.
- Louis-Pierre de Montbrun, comte de l’Empire.
- N-François de Neufchateau, comte de l’Empire.
- Nicolas-François Mollien, comte de l’Empire.
- Pierre Beurnonville, comte de Riel.
- Portrait de Fortunée Briquet, an X de la République.Ce portrait, destiné à être placé en tête du Dictionnaire historique, littéraire et bibliographique de l’auteure, a été gravé par Charles-Étienne Gaucher[6].